# Meloe brevicollis
Meloe brevicollis („Късоврата майка“) е вид бръмбар от род Майки (Meloe), сем. Meloidae. Разпространен е в почти цяла Европа (включително и в България), голяма част от Азия и Мароко.

## Етимология
Видовият епитет brevicollis означава „късоврат“ и това е препратка към късия преднегръб на бръмбара. Произлиза от латинските думи brevis („къс“) и collum („врат“), с наставка -is за образуване на прилагателно.

## Разпространение
Meloe brevicollis е с палеарктично разпространение:
- Европа: почти навсякъде, без островите Ирландия и Исландия
- Азия: из цялата географска дължина на континента – Турция, Афганистан, Туркменистан, Казахстан, Киргизстан, Таджикистан, Иран, Йордан, голяма част от Русия и Китай, Монголия, Северна Корея.
- Северна Африка: Мароко

Сравнително рядко срещан вид е.

## Местообитание
Обитава разнообразие от местообитания – от полупустинни до гористи местности. Среща се по пасища, синори, каменисти и песъчливи местности, калуно–пиренови и крайгорски местообитания, низинни и хълмисти райони.

## Външен вид
Подобно на другите представители на Meloidae, Meloe brevicollis преминава през хиперметаморфоза и ларвите в първа възраст (наричани триунгулини) се различават значително от следващите възрасти.

### Триунгулина
Триунгулината е с дължина 0,6÷0,7 mm. Гръбната страна е кафява, а коремната е жълтеникава. Има един чифт опашни четинки. Нокътчетата не са сплеснати. Дихалцата на сегменти II-VIII са разположени коремно.

### Имаго
Имагото е с дължина 10÷20 mm, черно със слаб син или виолетов отблясък.
Главата и преднегръба неокосмени. Главата гъсто и дълбоко точкувана. Антенките прави и сравнително къси, към върха слабо разширяващи се.
Преднегръбът бъбрековиден, напречен (по-широк отколкото дълъг) със ситно и неравномерно точкуване, понякога слабо набръчкан. По-тесен от главата.
Елитрите сравнително ситно, но отчетливо набръчкани.

#### Полов диморфизъм
Половият диморфизъм е много слабо изразен. Мъжките са средностатистически по-малки от женските. Антенките на мъжките са съвсем малко по-дебели от тези на женските.

## Начин на живот
Жизненият цикъл е подобен на този на другите бръмбари Майки. Имагото се среща от март до юни. Триунгулините им са намирани върху пчели от род Lasioglossum и Nomada.

## Систематика

### Надвидова
Meloe brevicollis е поставян в големия подрод Eurymeloe, за който M. brevicollis е типовият вид. Selander (1985) издига подрода до ранг род, но това не е възприето от останалите учени. По белези на имагото, подродът понякога е разделян на две видови групи – rugosus и brevicollis, но сравнителният анализ на ларвите не подкрепя подобно разделяне. В групата на brevicollis са поставени видовете със сходна морфология на имагото – M.corvinus, M.algiricus, M.austrinus, M.curticornis, M.ibericus и други.

### Вътревидова
Catalogue of Palaearctic Coleoptera разпознава три подвида със следното разпространение:
- Meloe brevicollis brevicollis Panzer, 1793 – номинантният подвид към който спадат повечето популации, включително и българските
- Meloe brevicollis curticornis Escalera, 1914 – африканските популации в Мароко
- Meloe brevicollis mistaniensis Aksentjev, 1985 – Азербайджан и Иран